# Valšov
Valšov település Csehországban, Bruntáli járásban. Valšov Moravskoslezský Kočov, Lomnice, Václavov u Bruntálu és Břidličná településekkel határos. Lakosainak száma 254 fő (2024. január 1.).

## Népesség
A település lakosságának változását az alábbi diagram mutatja:
| Lakosok száma | 470  | 534  | 537  | 330  | 274  | 251  | 257  | 241  | 235  | 254  |
|               | 1869 | 1900 | 1921 | 1961 | 1980 | 2011 | 2016 | 2019 | 2021 | 2024 |